# Tuhnajajärvi
Tuhnajajärvi är en sjö i Finland. Den ligger i kommunen Rovaniemi i landskapet Lappland, i den norra delen av landet, 700 km norr om huvudstaden Helsingfors. Tuhnajajärvi ligger 89,4 meter över havet. Den är 3 meter djup. Arean är 53,1 hektar och strandlinjen är 5,52 kilometer lång. Sjön  ingår i Kemi älvs huvudavrinningsområde. 